# Кайнц, Адольф
Адольф Кайнц (5 июня 1903 года — 12 июля 1948 года) — бывший австрийский каноист. Принимал участие в соревнованиях по гребле на байдарках и каноэ на летних Олимпийских играх 1936.

## Биография
Адольф Кайнц родился 5 июня 1903 года в Линце, изучил ремесло ювелира и хотел стать мотогонщиком. С карьерой мотогонщика его ничего не связывало, кроме энтузиазма. Греблей на байдарке он начал заниматься с 26 лет. Долгое время его напарником на байдарке-двойке был спортсмен Альфонс Дорфнер, который изначально мечтал о карьере боксера. Дуэт распался после войны. Во время тренировки на Дунае в 1948 году Альфонс Дорфнер был травмирован выстрелом, а Адольф Кайнц скончался в 1948 году.

## Спортивные достижения
В 1936 году на летних Олимпийских играх 1936 года Адольф Кайнц завоевал золотую медаль в дисциплине К-2 1000 метров со своим напарником Альфонсом Дорфнером, опередив соперников с большим запасом по времени — около 5 сек. Они также соревновались в дисциплине байдарка-двойка распашнаяК-2 10000 м и заняли четвёртое место.
Кайнз также завоевал бронзовую медаль в дисциплине K-2 10000 м в 1938 году на чемпионате мира в Ваксхольме. На чемпионате спортсмен представлял Германию, так как она к этому времени аннексировала Австрию.